# Tommy Troelsen
Tommy Brian Troelsen, född 10 juli 1940 i Nykøbing Mors, död 9 mars 2021, var en dansk fotbollsspelare som senare blev programledare i TV.
Troelsen blev olympisk silvermedaljör i fotboll vid sommarspelen 1960 i Rom.